# Spiller Mattei
Spiller Mattei Indústria e Comércio de Fiberglass Ltda. war ein brasilianischer Hersteller von Automobilen.

## Unternehmensgeschichte
Das Unternehmen aus Rio de Janeiro stellte in den 1980er Jahren Automobile und Kit Cars her. Der Markenname lautete Gringo.

## Fahrzeuge
Im Angebot stand nur ein Modell. Die Basis bildete wahlweise ein ungekürztes Fahrgestell von Volkswagen do Brasil oder ein selbst hergestellter Plattformrahmen. Ein luftgekühlter Vierzylinder-Boxermotor trieb die Fahrzeuge an.
Die offene türlose Karosserie bestand aus Fiberglas. Sie war vom Citroën Traction Avant inspiriert. Auffallend war der falsche Kühlergrill an der Fahrzeugfront.